# The Ting Tings
The Ting Tings — англійський дует, до складу якого входять Жюль Де Мартіно і 
Кеті Вайт. Створений 2004 року, працює в напрямку інді-рок. Найбільше відомий завдяки синглу «That’s Not My Name», що піднімався на першу сходинку британського хіт-параду. 

## Склад
- Жюль Де Мартіно — вокал, ударні, бас-гітара;
- Кеті Вайт — вокал, електронна гітара;

## Дискографія

### Студійні альбоми
- 2008 — We Started Nothing ;
- 2012 — Sounds from Nowheresville.

### Сингли
- 2007 — Fruit Machine;
- 2008 — Great DJ;
- 2008 — That's Not My Name;
- 2008 — Shut Up and Let Me Go;
- 2008 — Be the One;
- 2009 — We Walk;
- 2010 — Hands;
- 2011 — Hang It Up;
- 2012 — Silence;